# Gueologuitcheskaïa (métro d'Iekaterinbourg)
Gueologuitcheskaïa (en russe : Геологическая et en anglais : Geologicheskaya) est une station de la ligne 1 du métro d'Iekaterinbourg.
Mise en service en 2002, elle est desservie par les rames de la ligne 1.

## Situation sur le réseau

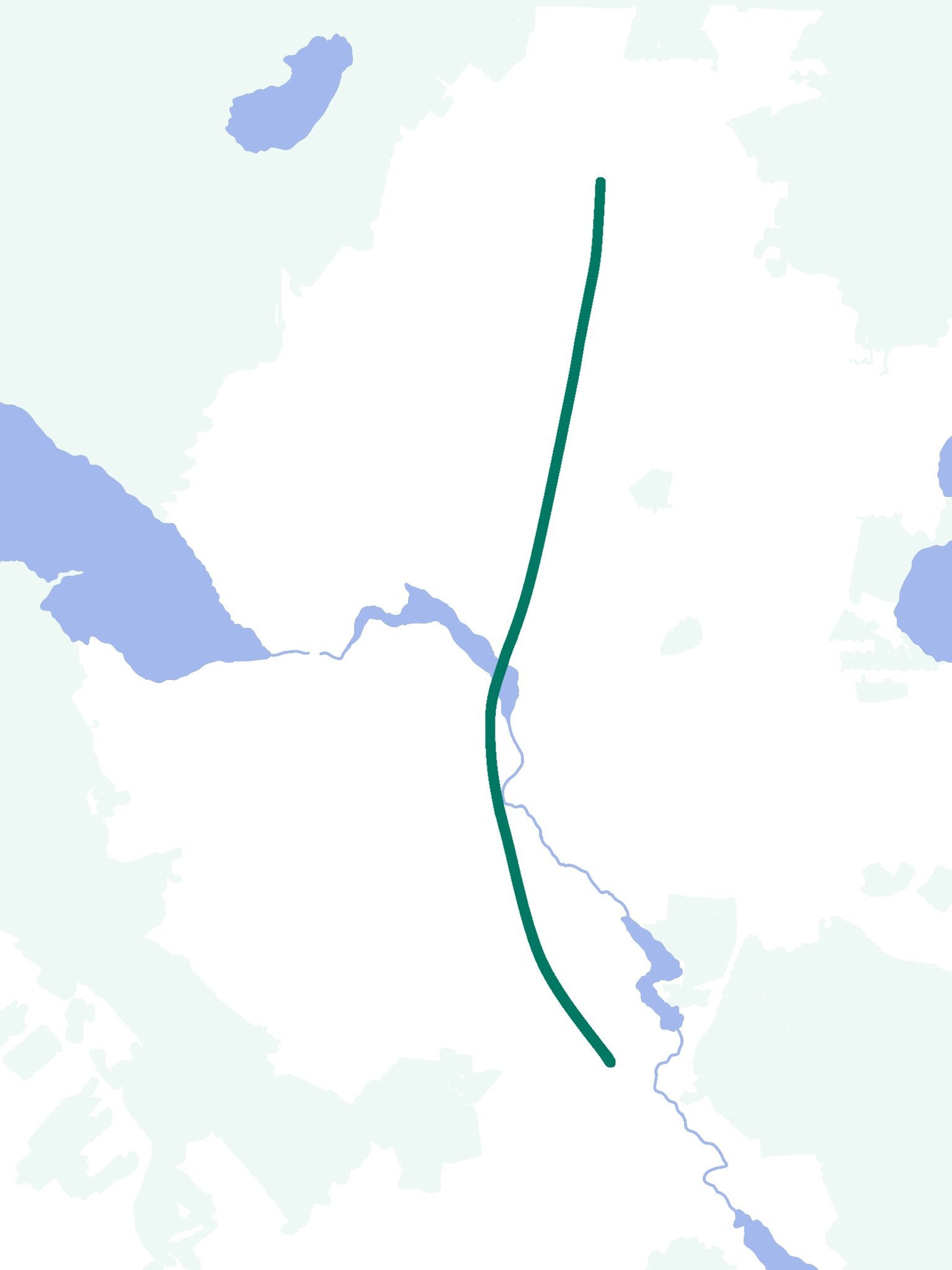
Plan du métro (2019).

Établie en souterrain, la station Gueologuitcheskaïa, est une station de passage de la ligne 1 du métro d'Iekaterinbourg. Elle est située entre la station Plochtchad 1905 goda, en direction du terminus nord Prospekt Kosmonavtov, et la station Tchkalovskaïa, en direction du terminus sud, Botanitcheskaïa.
Elle dispose d'un quai central encadré par les deux voies de la ligne.

## Histoire
La station Gueologuitcheskaïa est mise en service le 30 décembre 2002. La station est due aux architectes S. Ziganchine.

## Services aux voyageurs

### Desserte
Gueologuitcheskaïa est desservie par les rames de la ligne 1.